# Barrière à l'entrée
En économie, on désigne par barrières à l'entrée les obstacles que doit surmonter une entreprise désirant se lancer sur un nouveau marché. 

## Définition
En économie, on désigne par barrières à l'entrée les obstacles que doit surmonter une entreprise désirant se lancer sur un nouveau marché.
Les barrières à l'entrée peuvent être établies par les agents déjà en place sur le secteur, l'industrie en question ou par la réglementation. Un agent établi du secteur a intérêt à ce que les barrières à l'entrée soient les plus grandes possibles, c'est-à-dire à ce qu'un concurrent ait du mal à configurer son organisation et à accéder à des ressources spécifiques ou aux canaux de distribution nécessaires pour entrer sur le marché. En revanche, l'intérêt pour le consommateur est plutôt que les barrières à l'entrée soient faibles, afin de favoriser les nouveaux entrants et de stimuler la concurrence et la baisse des prix qui en résulte.

## Typologie des barrières à l'entrée
On peut distinguer deux types de barrières à l'entrée : les barrières naturelles et artificielles. Les barrières naturelles sont celles qui ne dépendent pas de la volonté des agents, comme des coûts fixes importants qui sont décourageants pour des entrants potentiels, ou comme des coûts de recherche-développement importants pour démarrer, par exemple dans l'industrie aéronautique ou la construction de centrales nucléaires ou encore la construction de voie de chemin de fer. Les barrières naturelles peuvent être constituées par la présence de coûts marginaux décroissants, lorsqu'un monopole naturel est présent. Les barrières artificielles à l'entrée sont celles qui sont le produit d'une stratégie : des dépenses de publicité qui orientent les choix de consommation, des dépenses de marketing ou de développement de l'innovation de produit.

## Régulation des marchés
Une question majeure est celle de la légitimité de ces barrières, et sur la nécessité de les supprimer ou de les réguler afin d'éviter les situations de monopoles : c'est le rôle de la politique de la concurrence, constitutive de la politique industrielle européenne et des lois anti trusts aux États-Unis. La théorie des marchés contestables de William Baumol, souligne que les barrières à l'entrée (et à la sortie) sont les obstacles à la « contestabilité » du marché (existence d'une concurrence potentielle). Autrement dit, la levée de ces obstacles suffit à rendre le marché du secteur concurrentiel, le modèle théorique optimal étant celui de la  concurrence pure et parfaite.
Une barrière à la sortie peut également être vue comme une barrière à l'entrée : une entreprise décidera de ne pas entrer sur un nouveau marché si elle considère qu'une sortie hypothétique de ce marché génère des coûts indésirables.